# Клобуцьк (гміна)
Гміна Клобуцьк (пол. Gmina Kłobuck) — місько-сільська гміна у південній Польщі. Належить до Клобуцького повіту Сілезького воєводства.
Станом на 31 грудня 2011 у гміні проживало 20721 особа.

## Територія
Згідно з даними за 2007 рік площа гміни становила 130.40 км², у тому числі:
- орні землі: 64.00%
- ліси: 26.00%

Таким чином, площа гміни становить 14.67% площі повіту.

## Населення
Станом на 31 грудня 2011:
| Опис     | Загалом | Загалом | Чоловіки | Чоловіки | Жінки | Жінки |
| -------- | ------- | ------- | -------- | -------- | ----- | ----- |
| одиниця  | осіб    | %       | осіб     | %        | осіб  | %     |
| все      | 20721   | 100     | 10060    | 48.55    | 10661 | 51.45 |
| міське   | 13263   | 100     | 6345     | 47.84    | 6918  | 52.16 |
| сільське | 7458    | 100     | 3715     | 49.81    | 3743  | 50.19 |

## Сусідні гміни
Гміна Клобуцьк межує з такими гмінами: Вренчиця-Велька, Медзьно, Миканув, Опатув.